# Liste der Deutschen Meister im Crosslauf
Der Crosslauf gehört nicht zu den olympischen Disziplinen der Leichtathletik. Dieser Wettbewerb hat jedoch eine lange Tradition und wird in den Wintermonaten gerne als Wettkampfangebot genutzt. Bis 1973 lief der Crosslauf unter der Bezeichnung Waldlauf. Bei den Deutschen Leichtathletik-Meisterschaften war die Disziplin bereits 1913 erstmals im Programm – in den Jahren bis einschließlich 1956 nur für die Männer. Kriegsbedingt gab es keine Waldlaufmeisterschaften von 1915 bis 1918. Von 1937 bis 1946 wurde der Waldlauf bei den Deutschen Meisterschaften ebenfalls nicht ausgetragen, war dann jedoch ab 1947 wieder durchgängig im Meisterschaftsangebot. 1957 kam die Disziplin auch für die Frauen ins Programm. Seit 1961 gibt es für die Männer zwei Strecken, eine Mittel- und eine Langstrecke. Bei den Frauen kam eine zweite Strecke im Jahre 1970 hinzu, die jedoch seit 2002 wieder gestrichen wurde. Wegen der nicht vergleichbaren Streckenverhältnisse und -zustände wird hier auf eine Angabe der erzielten Zeiten verzichtet.
Bereits bei der ersten Austragung der Deutschen Waldlauf-Meisterschaften im Jahre 1913 gab es eine Mannschaftswertung. So war es auch bei allen weiteren Waldlaufmeisterschaften. Die Rangfolge ergab sich aus den besten drei Läufern eines Teams. In der Regel waren die Platzierungen ausschlaggebend, in einigen Jahren wurden die jeweiligen Einzelzeiten addiert, um den bzw. die Mannschaftsmeister zu ermitteln.
Rekorde werden im Crosslauf aufgrund der verschiedenen Streckenlängen und unterschiedlichen Streckenbeschaffenheiten nicht geführt.

## Deutsche Meisterschaften (DLV)
| Datum         | Ort                     | Männer                                     | Männer | Männer                                         | Männer                       | Frauen                                                    | Frauen                       | Frauen                                               | Frauen                       |
| Datum         | Ort                     | Langstrecke                                | km     | Mittelstrecke                                  | km                           | Langstrecke                                               | km                           | Mittelstrecke                                        | km                           |
| ------------- | ----------------------- | ------------------------------------------ | ------ | ---------------------------------------------- | ---------------------------- | --------------------------------------------------------- | ---------------------------- | ---------------------------------------------------- | ---------------------------- |
| 23. Nov. 2024 | Hörstel-Riesenbeck      | Markus Görger (LG Region Karlsruhe)        | 9,40   | Jens Mergenthaler (LG farbtex Nordschwarzwald) | 4,30                         | Hanna Klein (LAV Stadtwerke Tübingen)                     | 7,00                         | Wettbewerb nicht ausgetragen                         | Wettbewerb nicht ausgetragen |
| 25. Nov. 2023 | Perl                    | Markus Görger (LG Region Karlsruhe)        | 9,70   | Jens Mergenthaler (LG farbtex Nordschwarzwald) | 4,35                         | Elena Burkard (LG farbtex Nordschwarzwald)                | 6,80                         | Wettbewerb nicht ausgetragen                         | Wettbewerb nicht ausgetragen |
| 26. Nov. 2022 | Löningen                | Samuel Fitwi Sibhatu (LG Vulkaneifel)      | 9,80   | Jens Mergenthaler (SV Winnenden)               | 4,12                         | Alina Reh (SCC Berlin)                                    | 6,35                         | Wettbewerb nicht ausgetragen                         | Wettbewerb nicht ausgetragen |
| 18. Dez. 2021 | Sonsbeck                | Samuel Fitwi Sibhatu (LG Vulkaneifel)      | 10,1   | Johannes Motschmann (SCC Berlin)               | 4,1                          | Alina Reh (SCC Berlin)                                    | 6,1                          | Wettbewerb nicht ausgetragen                         | Wettbewerb nicht ausgetragen |
| 7. März 2020  | Sindelfingen            | Samuel Fitwi Sibhatu (LG Vulkaneifel)      | 09,9   | Simon Boch (LG Tel. Fin. Regensbg.)            | 4,4                          | Domenika Mayer (LG Tel. Fin. Regensbg.)                   | 5,5                          | Wettbewerb nicht ausgetragen                         | Wettbewerb nicht ausgetragen |
| 9. März 2019  | Ingolstadt              | Richard Ringer (LC Rehlingen)              | 10,1   | Richard Ringer (LC Rehlingen)                  | 4,1                          | Elena Burkard (LG farbt. N'schwarzwald)                   | 5,1                          | Wettbewerb nicht ausgetragen                         | Wettbewerb nicht ausgetragen |
| 10. März 2018 | Ohrdruf                 | Philipp Pflieger (LG Tel. Fin. Regensbg.)  | 09,9   | Timo Benitz (LG farbt. N'schwarzwald)          | 4,1                          | Elena Burkard (LG farbt. N'schwarzwald)                   | 5,2                          | Wettbewerb nicht ausgetragen                         | Wettbewerb nicht ausgetragen |
| 11. März 2017 | Löningen                | Philipp Pflieger (LG Tel. Fin. Regensbg.)  | 10,28  | Florian Orth (LG Tel. Fin. Regensbg.)          | 4,36                         | Alina Reh (SSV Ulm)                                       | 5,84                         | Wettbewerb nicht ausgetragen                         | Wettbewerb nicht ausgetragen |
| 5. März 2016  | Herten                  | Richard Ringer (VfB LC Friedr'hfn.)        | 10,4   | Florian Orth (LG Tel. Fin. Regensbg.)          | 5,9                          | Jana Sussmann (Haspa Hamburg)                             | 5,9                          | Wettbewerb nicht ausgetragen                         | Wettbewerb nicht ausgetragen |
| 7. März 2015  | Markt Indersdorf        | Manuel Stöckert (SC Ostheim/Rhön)          | 10,4   | Benedikt Karus (LG farbt. N'schwarzwald)       | 4,4                          | Corinna Harrer (LG Tel. Fin. Regensbg.)                   | 6,0                          | Wettbewerb nicht ausgetragen                         | Wettbewerb nicht ausgetragen |
| 8. März 2014  | Löningen                | Richard Ringer (VfB LC Friedr'hfn.)        | 10,28  | Florian Orth (LG Tel. Fin. Regensbg.)          | 4,36                         | Sabrina Mockenhaupt (LG Sieg)                             | 6,18                         | Wettbewerb nicht ausgetragen                         | Wettbewerb nicht ausgetragen |
| 9. März 2013  | Dornstetten             | Richard Ringer (VfB LC Friedr'hfn.)        | 10,0   | Florian Orth (LG Tel. Fin. Regensbg.)          | 4,3                          | Eleni Gebrehiwot (TV Wattenscheid)                        | 6,2                          | Wettbewerb nicht ausgetragen                         | Wettbewerb nicht ausgetragen |
| 10. März 2012 | Ohrdruf                 | Musa Roba-Kinkal (SC Gelnhaus.)            | 09,9   | Tobias Gröbl (LG Zusam)                        | 4,1                          | Eleni Gebrehiwot (TV Wattenscheid)                        | 5,2                          | Wettbewerb nicht ausgetragen                         | Wettbewerb nicht ausgetragen |
| 5. März 2011  | Löningen                | Steffen Uliczka (TSV Kronshag./Kiel. TB)   | 10,3   | Rico Schwarz (ASV Erfurt)                      | 3,8                          | Sabrina Mockenhaupt (LG Sieg)                             | 6,8                          | Wettbewerb nicht ausgetragen                         | Wettbewerb nicht ausgetragen |
| 6. März 2010  | Stockach                | Christian Glatting (TV Wattenscheid)       | 10,2   | Carsten Schlangen (LG Nord Berlin)             | 3,4                          | Sabrina Mockenhaupt (Köln. Ver. f. Marath.)               | 6,8                          | Wettbewerb nicht ausgetragen                         | Wettbewerb nicht ausgetragen |
| 14. März 2009 | Ingolstadt              | Arne Gabius (LAV asics Tübingen)           | 10,1   | Wolfram Müller (LG Asics Pirna)                | 3,1                          | Sabrina Mockenhaupt (Köln. Ver. f. Marath.)               | 5,1                          | Wettbewerb nicht ausgetragen                         | Wettbewerb nicht ausgetragen |
| 8. März 2008  | Ohrdruf                 | Stephan Hohl (TV Huchenfeld)               | 09,9   | Franek Haschke (LG Nord Berlin)                | 3,6                          | Sabrina Mockenhaupt (Köln. Ver. f. Marath.)               | 4,9                          | Wettbewerb nicht ausgetragen                         | Wettbewerb nicht ausgetragen |
| 10. März 2007 | Ohrdruf                 | Stephan Hohl (TV Huchenfeld)               | 09,8   | Wolfram Müller (LG Asics Pirna)                | 3,8                          | Sabrina Mockenhaupt (Köln. Ver. f. Marath.)               | 5,3                          | Wettbewerb nicht ausgetragen                         | Wettbewerb nicht ausgetragen |
| 11. März 2006 | Regensburg              | Sebastian Hallmann (LAV asics Tübingen)    | 09,8   | Jonas Stifel (LG Nord Berlin)                  | 3,5                          | Susanne Ritter (Saar 05 Saarbrück.)                       | 4,7                          | Wettbewerb nicht ausgetragen                         | Wettbewerb nicht ausgetragen |
| 26. Nov. 2005 | Darmstadt               | Jens Borrmann (SC DHfK Leipzig)            | 09,2   | Dominik Burkhardt (LG Neckar-Enz)              | 4,0                          | Sabrina Mockenhaupt (LG Sieg)                             | 5,3                          | Wettbewerb nicht ausgetragen                         | Wettbewerb nicht ausgetragen |
| 27. Nov. 2004 | Bremen                  | Alexander Lubina (TV Wattenscheid)         | 10,5   | Jonas Stifel (LG Nord Berlin)                  | 3,9                          | Sabrina Mockenhaupt (LG Sieg)                             | 5,7                          | Wettbewerb nicht ausgetragen                         | Wettbewerb nicht ausgetragen |
| 8. März 2003  | Bad Dürrheim            | André Green (LG Wedel-Pinneberg)           | 10,5   | Damian Kallabis (VfB Stuttgart)                | 3,8                          | Sabrina Mockenhaupt (LG Sieg)                             | 5,7                          | Wettbewerb nicht ausgetragen                         | Wettbewerb nicht ausgetragen |
| 9. März 2002  | Regensburg              | Dieter Baumann (LAV Tübingen)              | 10,0   | Jens Borrmann (SC DHfK Leipzig)                | 3,9                          | Luminita Zaituc (LG Braunschweig)                         | 5,3                          | Wettbewerb nicht ausgetragen                         | Wettbewerb nicht ausgetragen |
| 3. März 2001  | Regensburg              | André Green (LG Wedel-Pinneberg)           | 10,0   | Jens Borrmann (SC DHfK Leipzig)                | 3,9                          | Luminita Zaituc (LG Braunschweig)                         | 6,7                          | Luminita Zaituc (LG Braunschweig)                    | 3,9                          |
| 2. Dez. 2000  | Wetter (Ruhr)           | Sebastian Hallmann (LAC Qu. Fürth/Münch.)  | 10,5   | Jan Fitschen (TV Wattenscheid)                 | 3,8                          | Irina Mikitenko (LG Eintracht Frankfurt)                  | 7,2                          | Irina Mikitenko (LG Eintracht Frankfurt)             | 3,8                          |
| 27. Nov. 1999 | Viersen- Süchteln       | Rainer Wachenbrunner (LG Nike Berlin)      | 09,8   | Rüdiger Stenzel (TV Wattenscheid)              | 4,2                          | Sonja Oberem (TSV Bayer 04 Leverkusen)                    | 7,6                          | Luminita Zaituc (LG Braunschweig)                    | 3,5                          |
| 29. Nov. 1998 | Heringsdorf             | Christian Fischer (Korschenbroicher LC)    | 10,0   | Rainer Wachenbrunner (LG Nike Berlin)          | 3,5                          | Petra Wassiluk (ASC Darmstadt)                            | 6,0                          | Petra Wassiluk (ASC Darmstadt)                       | 3,5                          |
| 1. März 1997  | Gotha                   | Dieter Baumann (Bayer Leverkus.)           | 09,7   | Michael Busch (LAC Velt. Ho'sauerl.)           | 3,3                          | Claudia Dreher (Bayer Leverkus.)                          | 6,5                          | Luminita Zaituc (LG Braunschweig)                    | 3,3                          |
| 30. Nov. 1996 | Hamburg                 | Uwe König (LG SCC Nike Berlin)             | 09,0   | Rüdiger Stenzel (TV Wattenscheid)              | 3,5                          | Claudia Lokar, geb. Borgschulze (TV Wattenscheid)         | 5,3                          | Luminita Zaituc (LG Braunschweig)                    | 3,5                          |
| 4. März 1995  | Wetter (Ruhr)           | Dieter Baumann (LG Bay. Leverkus.)         | 10,6   | Jens Karraß (SCC Berlin)                       | 3,8                          | Claudia Lokar, geb. Borgschulze (LG Olym. Dortmd.)        | 7,2                          | Petra Wassiluk (ASC Darmstadt)                       | 3,8                          |
| 5. März 1994  | Burghaslach             | Stephan Freigang (LC Cottbus)              | 10,8   | Uwe König (SCC Berlin)                         | 3,8                          | Claudia Lokar, geb. Borgschulze (LG Olym. Dortmd.)        | 7,3                          | Christina Mai (LG Olym. Dortmd.)                     | 3,8                          |
| 6. März 1993  | Rhede                   | Stephan Freigang (LC Cottbus)              | 12,4   | Ralf Dahmen (LG Bay. Leverkus.)                | 2,8                          | Claudia Dreher (LG Olym. Dortmd.)                         | 7,6                          | Claudia Metzner (TV Wattenscheid)                    | 2,8                          |
| 7. März 1992  | Iffezheim               | Rainer Wachenbrunner (SC Berlin)           | 10,5   | Hauke Fuhlbrügge (TSV Erfurt)                  | 4,2                          | Claudia Borgschulze (LG Olym. Dortmd.)                    | 6,3                          | Claudia Metzner (BV Teut. Lanstrp.)                  | 2,1                          |
| 2. März 1991  | Bad Harzburg            | Heinz-Bernd Bürger (LC Euskirchen)         | 12,0   | Klaus-Peter Nabein (LAC Quelle Fürth)          | 4,0                          | Christina Mai (LG Olym. Dortmd.)                          | 6,0                          | Annette Hüls (Detmolder TV)                          | 2,0                          |
| 10. März 1990 | Rheinzabern             | Detlef Schwarz (Hamburger SV)              | 09,5   | Ralf Eckert (ASC Darmstadt)                    | 3,6                          | Uta Pippig (LG VfB/Kickers Stuttgart)                     | 6,8                          | Annette Hüls (Detmolder TV)                          | 2,0                          |
| 4. März 1989  | Vinsebeck               | Herbert Steffny (PTSV Jahn Freiburg)       | 11,0   | Miroslaw Kuziola (LG Frankfurt)                | 3,7                          | Iris Biba (DJK Freigericht)                               | 6,6                          | Sabine Nolte (LG Göttingen)                          | 2,2                          |
| 12. März 1988 | Waiblingen              | Christoph Herle (VfL Waldkraiburg)         | 10,2   | Uwe Mönkemeyer (TV Wattenscheid)               | 3,4                          | Antje Winkelmann (LG Göttingen)                           | 6,8                          | Ursula Starke (LG Seesen)                            | 2,7                          |
| 28. Feb. 1987 | Bad Harzburg            | Konrad Dobler (VfL Waldkraiburg)           | 11,7   | Daniel Gottschall (ASC Darmstadt)              | 4,1                          | Iris Biba (DJK Freigericht)                               | 6,0                          | Vera Michallek (LG Frankfurt)                        | 2,2                          |
| 1. März 1986  | Lauterbach              | Werner Grommisch (LAV Erdgas Essen)        | 10,3   | Volker Welzel (VfL Platte Heide)               | 3,7                          | Charlotte Teske, geb. Bernhard (ASC Darmstadt)            | 6,3                          | Elisabeth Franzis (SV Sonsbeck)                      | 2,3                          |
| 23. Feb. 1985 | Rhede                   | Christoph Herle (VfL Waldkraiburg)         | 10,0   | Uwe Becker (VfL Wolfsburg)                     | 2,8                          | Charlotte Teske, geb. Bernhard (ASC Darmstadt)            | 7,8                          | Christiane Finke (LG Göttingen)                      | 2,8                          |
| 25. Feb. 1984 | Waiblingen              | Hans-Jürgen Orthmann (VfL Wehbach)         | 10,2   | Uwe Mönkemeyer (TV Wattenscheid)               | 3,4                          | Monika Lövenich, geb. Greschner (TV Huchem-Stammeln)      | 6,8                          | Brigitte Kraus (ASV Köln)                            | 2,7                          |
| 26. Feb. 1983 | Ahlen                   | Hans-Jürgen Orthmann (VfL Wehbach)         | 10,7   | Uwe Mönkemeyer (TV Wattenscheid)               | 3,2                          | Charlotte Teske, geb. Bernhard (ASC Darmstadt)            | 6,4                          | Brigitte Kraus (ASV Köln)                            | 2,7                          |
| 27. Feb. 1982 | Neuss                   | Ralf Salzmann (LG Frankfurt)               | 10,7   | Uwe Mönkemeyer (TV Stadtoldendorf)             | 3,2                          | Charlotte Teske, geb. Bernhard (ASC Darmstadt)            | 6,5                          | Brigitte Kraus (ASV Köln)                            | 2,3                          |
| 28. Feb. 1981 | Berlin                  | Christoph Herle (LAC Quelle Fürth)         | 10,6   | Patriz Ilg (LAC Quelle Fürth)                  | 5,35                         | Monika Lövenich, geb. Greschner (LG Jägerm. Bonn-Troisd.) | 6,3                          | Brigitte Kraus (ASV Köln)                            | 4,6                          |
| 23. Feb. 1980 | Mainz                   | Christoph Herle (LAC Quelle Fürth)         | 11,845 | Hans-Jürgen Orthmann (VfL Wehbach)             | 6,005                        | Ellen Wessinghage, geb. Tittel (USC Mainz)                | 6,005                        | Ellen Wessinghage, geb. Tittel (USC Mainz)           | 3,66                         |
| 3. März 1979  | Baunatal                | Christoph Herle (LAC Quelle Fürth)         | 11,28  | Manfred Schoeneberg (OSC Thier Dortmund)       | 5,735                        | Heide Brenner (LG Jägerm. Bonn-Troisd.)                   | 6,005                        | Ellen Wessinghage, geb. Tittel (USC Mainz)           | 3,66                         |
| 4. März 1978  | Goldbach (Unterfranken) | Edmundo Warnke (LAC Quelle Fürth)          | 12,0   | Günter Zahn (LAC Quelle Fürth)                 | 5,2                          | Christa Vahlensieck, geb. Kofferschläger (Barmer TV)      | 5,2                          | Monika Greschner (ASV Köln)                          | 3,0                          |
| 5. März 1977  | Neumünster              | Edmundo Warnke (LAC Quelle Fürth)          | 11,5   | Günter Zahn (LAC Quelle Fürth)                 | 5,8                          | Charlotte Teske, geb. Bernhard (ASC Darmstadt)            | 5,8                          | Monika Greschner (ASV Köln)                          | 3,0                          |
| 14. Apr. 1976 | Wetter                  | Edmundo Warnke (LAC Quelle Fürth)          | 12,35  | Günter Zahn (LAC Quelle Fürth)                 | 4,35                         | Vera Kemper (TuS Neuenkamp)                               | 4,35                         | Sabine Greiner (TK Hannover)                         | 2,56                         |
| 1. März 1975  | Berlin                  | Detlef Uhlemann (LG Bonn-Troisdorf)        | 10,63  | Günther Kohl (SC Vöhringen)                    | 4,58                         | Vera Kemper (TuS Neuenkamp)                               | 4,58                         | Ellen Wellmann, geb. Tittel (TuS 04 Leverkusen)      | 1,94                         |
| 2. März 1974  | Leimsfeld               | Detlef Uhlemann (LC Bonn)                  | 11,2   | Wolfgang Riesinger (LG Ratio Münster)          | 5,0                          | Christa Kofferschläger (Barmer TV)                        | 4,37                         | Sylvia Schenk (Eintracht Frankfurt)                  | 2,24                         |
| 31. März 1973 | Marktredwitz            | Lutz Philipp (ASC Darmstadt)               | 12,4   | Willi Maier (TSV Genkingen)                    | 5,4                          | Ellen Tittel (TuS 04 Leverkusen)                          | 4,4                          | Ellen Tittel (TuS 04 Leverkusen)                     | 1,5                          |
| 8. Apr. 1972  | Hamburg                 | Lutz Philipp (ASC Darmstadt)               | 12,0   | Harald Norpoth (LG Ratio Münster)              | 4,9                          | Ellen Tittel (TuS 04 Leverkusen)                          | 3,8                          | Ellen Tittel (TuS 04 Leverkusen)                     | 1,5                          |
| 19. Apr. 1971 | Pfungstadt              | Lutz Philipp (ASC Darmstadt)               | 12,3   | Harald Norpoth (LG Ratio Münster)              | 4,4                          | Ellen Tittel (TuS 04 Leverkusen)                          | 1,5                          | Ellen Tittel (TuS 04 Leverkusen)                     | 3,4                          |
| 19. Apr. 1970 | Dülmen                  | Lutz Philipp (ASC Darmstadt)               | 10,5   | Harald Norpoth (LG Ratio Münster)              | 3,0                          | Ellen Tittel (TuS 04 Leverkusen)                          | 2,5                          | Christa Merten (ASV Köln)                            | 1,5                          |
| 26. Apr. 1969 | Plattling               | Lutz Philipp (ASC Darmstadt)               | 10,0   | Jürgen May (SV Schwalbe Hanau)                 | 3,0                          | Wettbewerb nicht ausgetragen                              | Wettbewerb nicht ausgetragen | Maria Strickling, geb. Inderfurth (OSC Waldniel)     | ?                            |
| 21. Apr. 1968 | Karlsruhe               | Manfred Letzerich (Eintracht Wiesbaden)    | 10,1   | Harald Norpoth (Preußen Münster)               | 2,9                          | Wettbewerb nicht ausgetragen                              | Wettbewerb nicht ausgetragen | Anita Rottmüller, geb. Wörner (VTV Mundenheim)       | 1,4                          |
| 16. Apr. 1967 | Weierbach               | Lutz Philipp (Phönix Lübeck)               | 09,7   | Harald Norpoth (Preußen Münster)               | 3,0                          | Wettbewerb nicht ausgetragen                              | Wettbewerb nicht ausgetragen | Karin Kessler (LG Alstertal-Garstedt)                | 1,1                          |
| 17. Apr. 1966 | Elmshorn                | Manfred Letzerich (Eintracht Wiesbaden)    | 08,64  | Harald Norpoth (Preußen Münster)               | 2,9                          | Wettbewerb nicht ausgetragen                              | Wettbewerb nicht ausgetragen | Antje Gleichfeld, geb. Braasch (LG Alstert.-Garstd.) | 1,2                          |
| 25. Apr. 1965 | Köngen                  | Hans Hüneke (TV Emmerich)                  | 09,1   | Bodo Tümmler (SCC Berlin)                      | 4,1                          | Wettbewerb nicht ausgetragen                              | Wettbewerb nicht ausgetragen | Antje Gleichfeld, geb. Braasch (TuS Alstertal)       | 1,1                          |
| 19. Apr. 1964 | Aßlar                   | Harald Norpoth (Preußen Münster)           | 09,4   | Bodo Tümmler (SCC Berlin)                      | 3,4                          | Wettbewerb nicht ausgetragen                              | Wettbewerb nicht ausgetragen | Antje Gleichfeld, geb. Braasch (TuS Alstertal)       | 1,3                          |
| 21. Apr. 1963 | Rengsdorf               | Peter Kubicki (SC Charlottenburg)          | 09,6   | Bernd Windel (Polizei-Sportverein Hannover)    | 2,3                          | Wettbewerb nicht ausgetragen                              | Wettbewerb nicht ausgetragen | Anita Wörner (ABC Ludwigshafen)                      | 1,2                          |
| 15. Apr. 1962 | Saarbrücken             | Peter Kubicki (SC Charlottenburg)          | 10,0   | Karl Eyerkaufer (FSV Frankfurt)                | 2,5                          | Wettbewerb nicht ausgetragen                              | Wettbewerb nicht ausgetragen | Antje Gleichfeld, geb. Braasch (TuS Alstertal)       | 1,2                          |
| 23. Apr. 1961 | Berlin- Zehlendorf      | Horst Flosbach (Solinger LC)               | 09,0   | Wilhelm-Rüdiger Böhme (Hamburger SV)           | 3,8                          | Wettbewerb nicht ausgetragen                              | Wettbewerb nicht ausgetragen | Edith Schiller (PSV Köln)                            | 1,2                          |
| 17. Apr. 1960 | Dülmen                  | Ludwig Müller (FSV Frankfurt)              | 07,2   | Wettbewerb nicht ausgetragen                   | Wettbewerb nicht ausgetragen | Wettbewerb nicht ausgetragen                              | Wettbewerb nicht ausgetragen | Josephine Bongartz (OSC Waldniel)                    | 1,4                          |
| 19. Apr. 1959 | Lüneburg                | Ludwig Müller (Weseler TV)                 | 07,5   | Wettbewerb nicht ausgetragen                   | Wettbewerb nicht ausgetragen | Wettbewerb nicht ausgetragen                              | Wettbewerb nicht ausgetragen | Edith Schiller (ASV Köln)                            | 1,0                          |
| 20. Apr. 1958 | Ingolstadt              | Walter Konrad (TSV 1860 München)           | 07,4   | Wettbewerb nicht ausgetragen                   | Wettbewerb nicht ausgetragen | Wettbewerb nicht ausgetragen                              | Wettbewerb nicht ausgetragen | Margarete Buscher (LC Nordhorn)                      | 1,0                          |
| 21. Apr. 1957 | Erpel                   | Walter Konrad (TSV 1860 München)           | 07,4   | Wettbewerb nicht ausgetragen                   | Wettbewerb nicht ausgetragen | Wettbewerb nicht ausgetragen                              | Wettbewerb nicht ausgetragen | Edith Schiller (ASV Köln)                            | 1,0                          |
| 22. Apr. 1956 | Haßloch                 | Xaver Höger (TV Grönenbach)                | 07,2   | Wettbewerb nicht ausgetragen                   | Wettbewerb nicht ausgetragen | Wettbewerb nicht ausgetragen                              | Wettbewerb nicht ausgetragen | Wettbewerb nicht ausgetragen                         | Wettbewerb nicht ausgetragen |
| 10. Apr. 1955 | Nürnberg                | Walter Konrad (TSV 1860 München)           | 07,8   | Wettbewerb nicht ausgetragen                   | Wettbewerb nicht ausgetragen | Wettbewerb nicht ausgetragen                              | Wettbewerb nicht ausgetragen | Wettbewerb nicht ausgetragen                         | Wettbewerb nicht ausgetragen |
| 25. Apr. 1954 | Mainz- Gonsenheim       | Stephan Lüpfert (VfB Stuttgart)            | 07,7   | Wettbewerb nicht ausgetragen                   | Wettbewerb nicht ausgetragen | Wettbewerb nicht ausgetragen                              | Wettbewerb nicht ausgetragen | Wettbewerb nicht ausgetragen                         | Wettbewerb nicht ausgetragen |
| 19. Apr. 1953 | Solingen                | Helmut Gude (VfB Stuttgart)                | 07,8   | Wettbewerb nicht ausgetragen                   | Wettbewerb nicht ausgetragen | Wettbewerb nicht ausgetragen                              | Wettbewerb nicht ausgetragen | Wettbewerb nicht ausgetragen                         | Wettbewerb nicht ausgetragen |
| 13. Apr. 1952 | Bietigheim              | Hermann Eberlein (TSV 1860 München)        | 07,5   | Wettbewerb nicht ausgetragen                   | Wettbewerb nicht ausgetragen | Wettbewerb nicht ausgetragen                              | Wettbewerb nicht ausgetragen | Wettbewerb nicht ausgetragen                         | Wettbewerb nicht ausgetragen |
| 22. Apr. 1951 | Uelzen                  | Walter Müller (TSV 1860 München)           | 07,6   | Wettbewerb nicht ausgetragen                   | Wettbewerb nicht ausgetragen | Wettbewerb nicht ausgetragen                              | Wettbewerb nicht ausgetragen | Wettbewerb nicht ausgetragen                         | Wettbewerb nicht ausgetragen |
| 23. Apr. 1950 | München                 | Otto Eitel (TSV Esslingen)                 | 07,5   | Wettbewerb nicht ausgetragen                   | Wettbewerb nicht ausgetragen | Wettbewerb nicht ausgetragen                              | Wettbewerb nicht ausgetragen | Wettbewerb nicht ausgetragen                         | Wettbewerb nicht ausgetragen |
| 10. Apr. 1949 | Büren                   | Otto Eitel (TSV Esslingen)                 | 07,5   | Wettbewerb nicht ausgetragen                   | Wettbewerb nicht ausgetragen | Wettbewerb nicht ausgetragen                              | Wettbewerb nicht ausgetragen | Wettbewerb nicht ausgetragen                         | Wettbewerb nicht ausgetragen |
| 18. Apr. 1948 | Fellbach                | Ludwig Warnemünde (SC Victoria Hamburg)    | 07,6   | Wettbewerb nicht ausgetragen                   | Wettbewerb nicht ausgetragen | Wettbewerb nicht ausgetragen                              | Wettbewerb nicht ausgetragen | Wettbewerb nicht ausgetragen                         | Wettbewerb nicht ausgetragen |
| 27. Apr. 1947 | Kassel                  | Josef Legge (VfL Bochum)                   | 06,1   | Wettbewerb nicht ausgetragen                   | Wettbewerb nicht ausgetragen | Wettbewerb nicht ausgetragen                              | Wettbewerb nicht ausgetragen | Wettbewerb nicht ausgetragen                         | Wettbewerb nicht ausgetragen |
| 8. Nov. 1936  | Freiburg/ Breisgau      | Max Syring (KTV Wittenberg)                | 10,0   | Wettbewerb nicht ausgetragen                   | Wettbewerb nicht ausgetragen | Wettbewerb nicht ausgetragen                              | Wettbewerb nicht ausgetragen | Wettbewerb nicht ausgetragen                         | Wettbewerb nicht ausgetragen |
| 3. Nov. 1935  | Wittenberg              | Max Syring (KTV Wittenberg)                | 10,0   | Wettbewerb nicht ausgetragen                   | Wettbewerb nicht ausgetragen | Wettbewerb nicht ausgetragen                              | Wettbewerb nicht ausgetragen | Wettbewerb nicht ausgetragen                         | Wettbewerb nicht ausgetragen |
| 22. Apr. 1934 | Dresden                 | Max Syring (KTV Wittenberg)                | 10,0   | Wettbewerb nicht ausgetragen                   | Wettbewerb nicht ausgetragen | Wettbewerb nicht ausgetragen                              | Wettbewerb nicht ausgetragen | Wettbewerb nicht ausgetragen                         | Wettbewerb nicht ausgetragen |
| 23. Apr. 1933 | Hohen Neuendorf         | Otto Kohn (Polizei SV Berlin)              | 10,0   | Wettbewerb nicht ausgetragen                   | Wettbewerb nicht ausgetragen | Wettbewerb nicht ausgetragen                              | Wettbewerb nicht ausgetragen | Wettbewerb nicht ausgetragen                         | Wettbewerb nicht ausgetragen |
| 24. Apr. 1932 | Stuttgart Degerloch     | Otto Kohn (Polizei SV Berlin)              | 10,0   | Wettbewerb nicht ausgetragen                   | Wettbewerb nicht ausgetragen | Wettbewerb nicht ausgetragen                              | Wettbewerb nicht ausgetragen | Wettbewerb nicht ausgetragen                         | Wettbewerb nicht ausgetragen |
| 26. Apr. 1931 | Hannover                | Otto Kohn (SCC Berlin)                     | 10,0   | Wettbewerb nicht ausgetragen                   | Wettbewerb nicht ausgetragen | Wettbewerb nicht ausgetragen                              | Wettbewerb nicht ausgetragen | Wettbewerb nicht ausgetragen                         | Wettbewerb nicht ausgetragen |
| 27. Apr. 1930 | Erfurt                  | Hermann Helber (Reichsbahn-SV Stuttgart)   | 10,0   | Wettbewerb nicht ausgetragen                   | Wettbewerb nicht ausgetragen | Wettbewerb nicht ausgetragen                              | Wettbewerb nicht ausgetragen | Wettbewerb nicht ausgetragen                         | Wettbewerb nicht ausgetragen |
| 28. Apr. 1929 | Frankfurt (Oder)        | Otto Kohn (SCC Berlin)                     | 10,4   | Wettbewerb nicht ausgetragen                   | Wettbewerb nicht ausgetragen | Wettbewerb nicht ausgetragen                              | Wettbewerb nicht ausgetragen | Wettbewerb nicht ausgetragen                         | Wettbewerb nicht ausgetragen |
| 22. Apr. 1928 | Weimar                  | Wilhelm Husen (SV Polizei Hamburg)         | 10,0   | Wettbewerb nicht ausgetragen                   | Wettbewerb nicht ausgetragen | Wettbewerb nicht ausgetragen                              | Wettbewerb nicht ausgetragen | Wettbewerb nicht ausgetragen                         | Wettbewerb nicht ausgetragen |
| 24. Apr. 1927 | Heilbronn               | Otto Petri (Hellas Hamburg)                | 10,4   | Wettbewerb nicht ausgetragen                   | Wettbewerb nicht ausgetragen | Wettbewerb nicht ausgetragen                              | Wettbewerb nicht ausgetragen | Wettbewerb nicht ausgetragen                         | Wettbewerb nicht ausgetragen |
| 11. Apr. 1926 | Siegburg                | Alfred Rätze (VfB Luckenwalde)             | 10,6   | Wettbewerb nicht ausgetragen                   | Wettbewerb nicht ausgetragen | Wettbewerb nicht ausgetragen                              | Wettbewerb nicht ausgetragen | Wettbewerb nicht ausgetragen                         | Wettbewerb nicht ausgetragen |
| 5. Apr. 1925  | Bergedorf               | Fritz Graßmann (Vielau)                    | 10,0   | Wettbewerb nicht ausgetragen                   | Wettbewerb nicht ausgetragen | Wettbewerb nicht ausgetragen                              | Wettbewerb nicht ausgetragen | Wettbewerb nicht ausgetragen                         | Wettbewerb nicht ausgetragen |
| 6. Apr. 1924  | Fürstenwalde/ Spree     | Fritz Graßmann (Vielau)                    | 10,0   | Wettbewerb nicht ausgetragen                   | Wettbewerb nicht ausgetragen | Wettbewerb nicht ausgetragen                              | Wettbewerb nicht ausgetragen | Wettbewerb nicht ausgetragen                         | Wettbewerb nicht ausgetragen |
| 8. Apr. 1923  | Breslau                 | Wilhelm Husen (SV St. Georg Hamburg)       | 10,0   | Wettbewerb nicht ausgetragen                   | Wettbewerb nicht ausgetragen | Wettbewerb nicht ausgetragen                              | Wettbewerb nicht ausgetragen | Wettbewerb nicht ausgetragen                         | Wettbewerb nicht ausgetragen |
| 2. Apr. 1922  | Dresden                 | Paul Kibbert (Polizei SV Berlin)           | 10,0   | Wettbewerb nicht ausgetragen                   | Wettbewerb nicht ausgetragen | Wettbewerb nicht ausgetragen                              | Wettbewerb nicht ausgetragen | Wettbewerb nicht ausgetragen                         | Wettbewerb nicht ausgetragen |
| 28. März 1921 | München                 | Albert Tschaber (Dresdensia Dresden)       | 10,0   | Wettbewerb nicht ausgetragen                   | Wettbewerb nicht ausgetragen | Wettbewerb nicht ausgetragen                              | Wettbewerb nicht ausgetragen | Wettbewerb nicht ausgetragen                         | Wettbewerb nicht ausgetragen |
| 18. Apr. 1920 | Berlin                  | Richard Lauterbach (Berliner SC)           | 10,0   | Wettbewerb nicht ausgetragen                   | Wettbewerb nicht ausgetragen | Wettbewerb nicht ausgetragen                              | Wettbewerb nicht ausgetragen | Wettbewerb nicht ausgetragen                         | Wettbewerb nicht ausgetragen |
| 19. Okt. 1919 | Berlin                  | Richard Lauterbach (Leipziger BC)          | 07,5   | Wettbewerb nicht ausgetragen                   | Wettbewerb nicht ausgetragen | Wettbewerb nicht ausgetragen                              | Wettbewerb nicht ausgetragen | Wettbewerb nicht ausgetragen                         | Wettbewerb nicht ausgetragen |
| 5. Okt. 1913  | Berlin                  | Fritz Blankenburg (Berliner Sp.-Vereinig.) | 07,5   | Wettbewerb nicht ausgetragen                   | Wettbewerb nicht ausgetragen | Wettbewerb nicht ausgetragen                              | Wettbewerb nicht ausgetragen | Wettbewerb nicht ausgetragen                         | Wettbewerb nicht ausgetragen |

## Mannschaften: Deutsche Meisterschaften Männer (DLV)
| Datum         | Ort                     | Langstrecke                                                                               | km     | Mittelstrecke                                                                      | km                           |
| ------------- | ----------------------- | ----------------------------------------------------------------------------------------- | ------ | ---------------------------------------------------------------------------------- | ---------------------------- |
| 23. Nov. 2023 | Hörstel-Riesenbeck      | LSC Höchstadt/Aisch (Nick Jäger, Niklas Buchholz, Brian Weisheit)                         | 9,40   | LG farbtex Nordschwarzwald (Jens Mergenthaler, Timo Benitz, Henri Hansert)         | 4,30                         |
| 25. Nov. 2023 | Perl                    | LSC Höchstadt/Aisch (Nick Jäger, Florian Bremm, Niklas Buchholz)                          | 9,70   | LG farbtex Nordschwarzwald (Jens Mergenthaler, Timo Benitz, Henri Hansert)         | 4,35                         |
| 26. Nov. 2022 | Löningen                | LG farbtex Nordschwarzwald (Henri Hansert, Fabian Müller, Axel Klumpp)                    | 9,80   | LG Nord Berlin (Dan Bürger, Alexander Bley, Michael Alber)                         | 4,12                         |
| 18. Dez. 2021 | Sonsbeck                | SSC Hanau-Rodenbach (Davor Aaron Bienenfeld, Julius Hild, Marius Abele)                   | 10,1   | LAV Stadtwerke Tübingen (Robert Baumann, Lorenz Baum, Silvan Rauscher)             | 4,1                          |
| 7. März 2020  | Sindelfingen            | LG Telis Finanz Regensburg (Simon Boch, Maximilian Zeus, Moritz Beinlich)                 | 09,9   | SCC Berlin (Johannes Motschmann, Fabian Clarkson, Hannes Liebach)                  | 4,4                          |
| 9. März 2019  | Ingolstadt              | LG Telis Finanz Regensburg (Philipp Pflieger, Tim Ramdane Cherif, Maximilian Zeus)        | 10,1   | LG Telis Finanz Regensburg (Florian Orth, Konstantin Wedel, Simon Boch)            | 4,1                          |
| 10. März 2018 | Ohrdruf                 | LG Telis Finanz Regensburg (Philipp Pflieger, Tim Ramdane Cherif, Florian Orth)           | 09,9   | LG Telis Finanz Regensburg (Florian Orth, Dominik Notz, Tim Ramdane Cherif)        | 4,1                          |
| 11. März 2017 | Löningen                | LG Telis Finanz Regensburg (Philipp Pflieger, Florian Orth, Tim Ramdane Cherif)           | 10,28  | LG Telis Finanz Regensburg (Florian Orth, Simon Boch, Tim Ramdane Cherif)          | 4,36                         |
| 5. März 2016  | Herten                  | LAC Quelle Fürth (Mitku Seboka, Konstantin Wedel, Joseph Katib)                           | 10,4   | LG Telis Finanz Regensburg (Florian Orth, Jonas Koller, Felix Plinke)              | 5,9                          |
| 7. März 2015  | Markt Indersdorf        | SG Wenden (Ejob Solomun, Tim-Arne Sidenstein, Simon Huckestein)                           | 10,4   | LG farbtex Nordschwarzwald (Benedikt Karus, Timo Benitz, Marco Kern)               | 4,4                          |
| 8. März 2014  | Löningen                | SG Wenden (Tim-Arne Sidenstein, Alexander Henne, Sven Daub)                               | 10,28  | LG farbtex Nordschwarzwald (Timo Benitz, Benedikt Karus, Marco Kern)               | 4,36                         |
| 9. März 2013  | Dornstetten             | LG Stadtwerke München (Sebastian Hallmann, Maximilian Meingast, Johann Hillebrand)        | 10,0   | LG Telis Finanz Regensburg (Florian Orth, Philipp Pflieger, Felix Plinke)          | 4,3                          |
| 10. März 2012 | Ohrdruf                 | ASV Erfurt (Rico Schwarz, Sven Praetorius, Marcus Schöfisch)                              | 09,9   | LG Telis Finanz Regensburg (Philipp Pflieger, Julian Flügel, Felix Plinke)         | 4,1                          |
| 5. März 2011  | Löningen                | LG Passau (Richard Friedrich, Stefan Hohberger, Tobias Schreindl)                         | 10,3   | LG Telis Finanz Regensburg (Julian Flügel, Felix Hentschel, Felix Plinke)          | 3,8                          |
| 6. März 2010  | Stockach                | LAV Asics Tübingen (Arne Gabius, Filmon Ghirmai, Daniel Unger)                            | 10,2   | LG Telis Finanz Regensburg (Florian Orth, Philipp Pflieger, Christophe Chayriguet) | 3,4                          |
| 14. März 2009 | Ingolstadt              | LAV Asics Tübingen (Arne Gabius, Markus Weiß-Latzko, Raphael Arnold)                      | 10,1   | LG Nord Berlin (Carsten Schlangen, Franek Haschke, Jonas Stifel)                   | 3,1                          |
| 8. März 2008  | Ohrdruf                 | LG Stadtwerke München (Sebastian Hallmann, Florian Neuschwander, Matthias Ewender)        | 09,9   | LG Nord Berlin (Franek Haschke, Norbert Löwa, Kai-Markus Kirchner)                 | 3,6                          |
| 10. März 2007 | Ohrdruf                 | LG Braunschweig (Embaye Hedrit, Vitali Müller, Georg Diettrich)                           | 09,8   | LG Nord Berlin (Jonas Stifel, Carsten Schlangen, Norbert Löwa)                     | 3,8                          |
| 11. März 2006 | Regensburg              | LAV Asics Tübingen (Sebastian Hallmann, Arne Gabius, Daniel Kittel)                       | 09,8   | Post-Sport Telekom Trier (Carlo Schuff, Marc-André Kowalinski, Michael Plaul)      | 3,5                          |
| 26. Nov. 2005 | Darmstadt               | LAV Asics Tübingen (Sebastian Hallmann, Arne Gabius, Filmon Ghirmai)                      | 09,2   | LG Olym. Dortmd. (Christophe Chayriguet, Ansgar Varnhagen, Robert Schulte)         | 4,0                          |
| 27. Nov. 2004 | Bremen                  | TV Wattenscheid 01 (Alexander Lubina, Christian Güssow, Manuel Meyer)                     | 10,5   | LC Rothaus Breisgau (Damian Kallabis, David Kiefer, Johannes Bauer)                | 3,9                          |
| 8. März 2003  | Bad Dürrheim            | TSV Bayer 04 Leverkusen (Guido Streit, Carlo Schuff, Mario Kröckert)                      | 10,5   | 1. LAV Rostock (Matthias Weippert, Ulf Wendler, Tobias Dolch)                      | 3,8                          |
| 9. März 2002  | Regensburg              | TV Wattenscheid 01 (Alexander Lubina, Carsten Schütz, Jan Fitschen)                       | 10,0   | LG Eintracht Frankfurt (Dominik Burkhardt, Frank Bruder, Florian Hild)             | 3,9                          |
| 3. März 2001  | Regensburg              | LG Braunschweig (Robert Langfeld, Jürgen Austin-Kerl, Georg Diettrich)                    | 10,0   | LAC Quelle Fürth/München (Joachim Rückerl, Christian Knoblich, Embaye Hedrit)      | 3,9                          |
| 2. Dez. 2000  | Wetter (Ruhr)           | LAC Quelle Fürth/München (Sebastian Hallmann, Joachim Rückerl, Dirk Nürnberger)           | 10,5   | LAC Quelle Fürth/München (Christian Knoblich, Embaye Hedrit, Stefan Stahl)         | 3,8                          |
| 27. Nov. 1999 | Viersen- Süchteln       | TSV Bayer 04 Leverkusen (Mario Kröckert, Martin Block, Guido Streit)                      | 09,8   | TV Wattenscheid 01 (Rüdiger Stenzel, Carsten Schütz, Felix Leiter)                 | 4,2                          |
| 29. Nov. 1998 | Heringsdorf             | SCC Berlin (Damian Kallabis, Stéphane Franke, Jirka Arndt)                                | 10,0   | Eintracht Frankfurt (Oliver Grund, Michael Völker, Daniel Meggert)                 | 3,5                          |
| 1. März 1997  | Gotha                   | TSV Bayer 04 Leverkusen (Dieter Baumann, Martin Block, Heinz-Bernd Bürger)                | 09,7   | LG Ratio Münster (Dominique Löser, Heiko Schulze, Michael Schmitt)                 | 3,3                          |
| 30. Nov. 1996 | Hamburg                 | LG SCC Nike Berlin (Uwe König, Rainer Wachenbrunner, Jan Diekow)                          | 09,0   | TV Wattenscheid 01 (Rüdiger Stenzel, Sebastian Bürklein, Daniel Elferich)          | 3,5                          |
| 4. März 1995  | Wetter (Ruhr)           | LAV Bayer Uerdingen/Dormagen (Thorsten Naumann, Frank Schnabel, Roland Emmerich)          | 10,6   | SCC Berlin (Jens Karraß, Uwe König, Stephan Kabat)                                 | 3,8                          |
| 5. März 1994  | Burghaslach             | LG Bayer Leverkusen (Martin Bremer, Heinz-Bernd Bürger, Ralf Dahmen)                      | 10,8   | SCC Berlin (Uwe König, Olaf Beyer, Jens Joppich)                                   | 3,8                          |
| 6. März 1993  | Rhede                   | Saar 05 Saarbrück. (Markus Neukirch, Alfred Knickenberg, R. Müller)                       | 12,4   | SCC Berlin (Stephan Kabat, Olaf Beyer, Jens Joppich)                               | 2,8                          |
| 7. März 1992  | Iffezheim               | Saar 05 Saarbrück. (Alexander Gunkel, Markus Neukirch, Alfred Knickenberg)                | 10,5   | SCC Berlin (Uwe König, Olaf Beyer, Jens-Peter Herold)                              | 4,2                          |
| 2. März 1991  | Bad Harzburg            | Racing-Club Berlin (Steffen Dittmann, Koch, Stefan Seidemann)                             | 12,0   | LAC Quelle Fürth (Klaus-Peter Nabein, Hubert Karl, Dieter Deininger)               | 4,0                          |
| 10. März 1990 | Rheinzabern             | Saar 05 Saarbrück. (Markus Neukirch, Christoph Benzmüller, Alfred Knickenberg)            | 09,5   | ASC Darmstadt (Ralf Eckert, Daniel Gottschall, Michael Heist)                      | 3,6                          |
| 4. März 1989  | Vinsebeck               | VfL Waldkraiburg (Christoph Herle, Konrad Dobler, Michael Spöttel)                        | 11,0   | LG Frankfurt (Miroslaw Kuziola, Ulrich Keil, Peter Wagner)                         | 3,7                          |
| 12. März 1988 | Waiblingen              | VfL Waldkraiburg (Christoph Herle, Konrad Dobler, Engelbert Franz)                        | 10,2   | TV Wattenscheid 01 (Uwe Mönkemeyer, Steffen Brand, Volker Welzel)                  | 3,4                          |
| 28. Feb. 1987 | Bad Harzburg            | VfL Waldkraiburg (Konrad Dobler, Engelbert Franz, Gerhard Krippner)                       | 11,7   | LG Frankfurt (Miroslaw Kuziola, Jürgen Dächert, Ulrich Keil)                       | 4,1                          |
| 1. März 1986  | Lauterbach              | VfL Waldkraiburg (Engelbert Franz, Michael Spöttel, Konrad Dobler)                        | 10,3   | VfL Waldkraiburg (Ernst Noack, Andreas Pichler, Klaus Hammer)                      | 3,7                          |
| 23. Feb. 1985 | Rhede                   | VfL Waldkraiburg (Christoph Herle, Konrad Dobler, Günter Zahn)                            | 10,0   | VfL Wolfsburg (Uwe Becker, Wolfgang Schreiber, Jens Becker)                        | 2,8                          |
| 25. Feb. 1984 | Waiblingen              | LAC Quelle Fürth (Christoph Herle, Reinhard Leibold, Gerhard Krippner)                    | 10,2   | TB Emmendingen (Reinhard Aechtle, Harald Olbrich, Ulrich Hildebrand)               | 3,4                          |
| 26. Feb. 1983 | Ahlen                   | LAC Quelle Fürth (Gerhard Krippner, Reinhard Leibold, Patriz Ilg)                         | 10,7   | ASC Darmstadt (Wolfgang Miko, Ralf Eckert, Robert Freimark)                        | 3,2                          |
| 27. Feb. 1982 | Neuss                   | LAC Quelle Fürth (Christoph Herle, Reinhard Leibold, Günter Zahn)                         | 10,7   | VfL Wolfsburg (Uwe Becker, Uwe Baunack, Axel Diedrich)                             | 3,2                          |
| 28. Feb. 1981 | Berlin                  | LAC Quelle Fürth (Christoph Herle, Günter Zahn, Reinhard Leibold)                         | 10,6   | TV Wattenscheid 01 (Eberhard Weyel, Wolf-Dieter Poschmann, Martin Lüchtefeld)      | 5,35                         |
| 23. Feb. 1980 | Mainz                   | LAC Quelle Fürth (Christoph Herle, Edmundo Warnke, Günter Zahn)                           | 11,845 | TSV 1860 München (Andreas Weniger, Josef Lechner, Sylvester Huber)                 | 6,005                        |
| 3. März 1979  | Baunatal                | LAC Quelle Fürth (Christoph Herle, Edmundo Warnke, Reinhard Leibold)                      | 11,28  | LAC Quelle Fürth (Günter Zahn, Reinhard Leibold, Anton Gorbunow)                   | 5,735                        |
| 4. März 1978  | Goldbach (Unterfranken) | LG Jägermeister Bonn-Troisdorf (Detlef Uhlemann, Gerhard Escher, Valdur Koha)             | 12,0   | LAC Quelle Fürth (Günter Zahn, Reinhard Leibold, Peter Weigt)                      | 5,2                          |
| 5. März 1977  | Neumünster              | LG Jägermeister Bonn-Troisdorf (Detlef Uhlemann, Jochen Schirmer, Winfried Hellwig)       | 11,5   | LAC Quelle Fürth (Günter Zahn, Oswald Engel, Alfred Rupp)                          | 5,8                          |
| 14. Apr. 1976 | Wetter                  | LAC Quelle Fürth (Edmundo Warnke, Reinhard Leibold, Anton Gorbunow)                       | 12,35  | LAC Quelle Fürth (Günter Zahn, Willi Holler, Hans Bruckmeier)                      | 4,35                         |
| 1. März 1975  | Berlin                  | LAC Quelle Fürth (Reinhard Leibold, Anton Gorbunow, Oswald Engel)                         | 10,63  | TV Wattenscheid 01 (Wolf-Dieter Poschmann, Hans-Dieter Schulten, Winfried Hellwig) | 4,58                         |
| 2. März 1974  | Leimsfeld               | ASC Wella Darmstadt (Reinhard Leibold, Lutz Philipp, Falko Will)                          | 11,2   | ASC Wella Darmstadt I (Karl Mann, Till Lufft, Claus-Peter Hälsig)                  | 5,0                          |
| 31. März 1973 | Marktredwitz            | ASC Wella Darmstadt (Lutz Philipp, Helmut Jesberg, Reinhard Leibold)                      | 12,4   | VfL Wolfsburg (Ulrich Hutmacher, Wolfgang Soukup, Gerd Schade)                     | 5,4                          |
| 8. Apr. 1972  | Hamburg                 | ASC Darmstadt (Lutz Philipp, Oswald Engel, Helmut Jesberg)                                | 12,0   | TV Wattenscheid 01 (Hans-Dieter Schulten, Joachim Ließ, Willi Wagner)              | 4,9                          |
| 19. Apr. 1971 | Pfungstadt              | ASC Darmstadt (Lutz Philipp, Ari Vuorenmaa, Claus-Peter Hälsig)                           | 12,3   | LAC Quelle Fürth (Heinz Mörtl, Karl-Heinz Betz, Karl-Heinz Schirmeier)             | 4,4                          |
| 19. Apr. 1970 | Dülmen                  | ASC Darmstadt (Lutz Philipp, Gottfried Arnold, Hans Hellbach)                             | 10,5   | LG Ratio Münster (Harald Norpoth, Urs Lufft, Heinz-Gerd Mölders)                   | 3,0                          |
| 26. Apr. 1969 | Plattling               | ASC Darmstadt (Lutz Philipp, Hans Hellbach, Helmut Jesberg)                               | 10,0   | VfL Wolfsburg (Rolf Burscheid, Werner Girke, Alfons Ida)                           | 3,0                          |
| 21. Apr. 1968 | Karlsruhe               | ASC Darmstadt (Gottfried Arnold, Lutz Philipp, Urs Lufft)                                 | 10,1   | Preußen Münster (Harald Norpoth, Wolf-Jochen Schulte-Hillen, Manfred Arntz)        | 2,9                          |
| 16. Apr. 1967 | Weierbach               | ASC Darmstadt (Gottfried Arnold, Helmut Neumann, Hans Hellbach)                           | 09,7   | VfL Wolfsburg (Werner Girke, Alfons Ida, Lutz Krausse)                             | 3,0                          |
| 17. Apr. 1966 | Elmshorn                | ASC Darmstadt (Gottfried Arnold, Helmut Neumann, Hans Hellbach)                           | 08,64  | Preußen Münster (Harald Norpoth, Wolf-Jochen Schulte-Hillen, Franz-Josef Kemper)   | 2,9                          |
| 25. Apr. 1965 | Köngen                  | SCC Berlin (Peter Kubicki, Helmut Neumann, Wolfgang Schmidt)                              | 09,1   | VfL Wolfsburg (Arno Krausse, Alfons Ida, Werner Girke)                             | 4,1                          |
| 19. Apr. 1964 | Aßlar                   | KSV Hessen Kassel (Horst Flosbach, Ludwig Müller, Hans Hüneke)                            | 09,4   | Polizei SV Berlin (Klaus-Jürgen Lehmann, Jörg Balke, Bernd-Dieter Hecht)           | 3,4                          |
| 21. Apr. 1963 | Rengsdorf               | SC Dahlhausen (Gustav Disse, Jürgen Wedeking, Klaus Vieth)                                | 09,6   | VfL Wolfsburg (Werner Girke, Alfons Ida, Lutz Krausse)                             | 2,3                          |
| 15. Apr. 1962 | Saarbrücken             | Solinger LC (Horst Flosbach, Hans Hüneke, Günter Nordhausen)                              | 10,0   | Hamburger SV (Hans-Joachim Blatt, Wilhelm-Rüdiger Böhme, Fritz Stutzer)            | 2,5                          |
| 23. Apr. 1961 | Berlin- Zehlendorf      | VfL Wolfsburg (Roland Watschke, Alfons Ida, Hermann Schnelle)                             | 09,0   | Hamburger SV (Wilhelm-Rüdiger Böhme, Hans-Joachim Blatt, Hans-Jürgen Profé)        | 3,8                          |
| 17. Apr. 1960 | Dülmen                  | Hamburger SV (Wilhelm-Rüdiger Böhme, Karl-Heinz Paetow, Hans-Jürgen Profé)                | 07,2   | Wettbewerb nicht ausgetragen                                                       | Wettbewerb nicht ausgetragen |
| 19. Apr. 1959 | Lüneburg                | TSV 1860 München (Hans Widl, Walter Müller, Hermann Eberlein)                             | 07,5   | Wettbewerb nicht ausgetragen                                                       | Wettbewerb nicht ausgetragen |
| 20. Apr. 1958 | Ingolstadt              | TSV 1860 München (Walter Konrad, Hans Widl, Udo Boening)                                  | 07,4   | Wettbewerb nicht ausgetragen                                                       | Wettbewerb nicht ausgetragen |
| 21. Apr. 1957 | Erpel                   | SC Dahlhausen (Gustav Disse, Heinz Betting, Heinz Korte)                                  | 07,4   | Wettbewerb nicht ausgetragen                                                       | Wettbewerb nicht ausgetragen |
| 22. Apr. 1956 | Haßloch                 | OSV Hörde (Hans Hüneke, Baum, Korte)                                                      | 07,2   | Wettbewerb nicht ausgetragen                                                       | Wettbewerb nicht ausgetragen |
| 10. Apr. 1955 | Nürnberg                | SCC Berlin (Siegfried Steller, Dieter Kohls, Michalowski)                                 | 07,8   | Wettbewerb nicht ausgetragen                                                       | Wettbewerb nicht ausgetragen |
| 25. Apr. 1954 | Mainz- Gonsenheim       | VfB Stuttgart (Stephan Lüpfert, Helmut Gude, Helmut Thumm)                                | 07,7   | Wettbewerb nicht ausgetragen                                                       | Wettbewerb nicht ausgetragen |
| 19. Apr. 1953 | Solingen                | TSV München 1860 (Hermann Eberlein, Walter Müller, Emil Bacigal)                          | 07,8   | Wettbewerb nicht ausgetragen                                                       | Wettbewerb nicht ausgetragen |
| 13. Apr. 1952 | Bietigheim              | TSV 1860 München (Hermann Eberlein, Walter Müller, Hans Glöckler)                         | 07,5   | Wettbewerb nicht ausgetragen                                                       | Wettbewerb nicht ausgetragen |
| 22. Apr. 1951 | Uelzen                  | TSV 1860 München (Walter Müller, Hermann Eberlein, Ludwig Kaindl)                         | 07,6   | Wettbewerb nicht ausgetragen                                                       | Wettbewerb nicht ausgetragen |
| 23. Apr. 1950 | München                 | TSV Esslingen (Otto Eitel, Helmut Gude, Helmut Bolzhauser)                                | 07,5   | Wettbewerb nicht ausgetragen                                                       | Wettbewerb nicht ausgetragen |
| 10. Apr. 1949 | Büren (Westfalen)       | TSV 1860 München (Ludwig Kaindl, Hermann Eberlein, Hans Glöckler)                         | 07,5   | Wettbewerb nicht ausgetragen                                                       | Wettbewerb nicht ausgetragen |
| 18. Apr. 1948 | Fellbach                | TSV 1860 München (Hermann Eberlein, Georg Goldemund, Hans Glöckler)                       | 07,6   | Wettbewerb nicht ausgetragen                                                       | Wettbewerb nicht ausgetragen |
| 27. Apr. 1947 | Kassel                  | TSV 1860 München (Hermann Eberlein, Georg Goldemund, Georg Ostertag)                      | 6,1    | Wettbewerb nicht ausgetragen                                                       | Wettbewerb nicht ausgetragen |
| 8. Nov. 1936  | Freiburg/ Breisgau      | KTV Wittenberg (Max Syring, Walter Schönrock, Werner Böttcher)                            | 10,0   | Wettbewerb nicht ausgetragen                                                       | Wettbewerb nicht ausgetragen |
| 3. Nov. 1935  | Wittenberg              | KTV Wittenberg (Werner Böttcher, Walter Schönrock, Karl Kelm)                             | ca. 10 | Wettbewerb nicht ausgetragen                                                       | Wettbewerb nicht ausgetragen |
| 22. Apr. 1934 | Dresden                 | Hamburger AC (Heinz Garff, Rolf Holthuis, Wilhelm Husen)                                  | 10,0   | Wettbewerb nicht ausgetragen                                                       | Wettbewerb nicht ausgetragen |
| 23. Apr. 1933 | Hohen Neuendorf         | Polizei SV Berlin (Otto Kohn, Engert, Oskar Behnke)                                       | 10,0   | Wettbewerb nicht ausgetragen                                                       | Wettbewerb nicht ausgetragen |
| 24. Apr. 1932 | Stuttgart Degerloch     | Polizei SV Berlin (Otto Kohn, Heinrich Mollitor, Oskar Behnke)                            | 10,0   | Wettbewerb nicht ausgetragen                                                       | Wettbewerb nicht ausgetragen |
| 26. Apr. 1931 | Hannover                | Polizei SV Berlin (Heinrich Mollitor, Friedrich Schaumburg, Oskar Behnke)                 | 10,0   | Wettbewerb nicht ausgetragen                                                       | Wettbewerb nicht ausgetragen |
| 27. Apr. 1930 | Erfurt                  | SV Polizei Hamburg (Wilhelm Husen, Willi Dreckmann, Josef Schlemmer)                      | 10,0   | Wettbewerb nicht ausgetragen                                                       | Wettbewerb nicht ausgetragen |
| 28. Apr. 1929 | Frankfurt (Oder)        | SV Polizei Hamburg (Wilhelm Husen, Willi Dreckmann, Josef Schlemmer)                      | 10,4   | Wettbewerb nicht ausgetragen                                                       | Wettbewerb nicht ausgetragen |
| 22. Apr. 1928 | Weimar                  | SV Polizei Hamburg (Wilhelm Husen, Willi Dreckmann, Egon Maak)                            | 10,0   | Wettbewerb nicht ausgetragen                                                       | Wettbewerb nicht ausgetragen |
| 24. Apr. 1927 | Heilbronn               | SV Polizei Hamburg (Wilhelm Husen, Nietsche, Willi Dreckmann)                             | 10,4   | Wettbewerb nicht ausgetragen                                                       | Wettbewerb nicht ausgetragen |
| 11. Apr. 1926 | Siegburg                | VfL Siegburg (Josef Schlemmer, Albert Kilp, Jean Kastenholz)                              | 10,6   | Wettbewerb nicht ausgetragen                                                       | Wettbewerb nicht ausgetragen |
| 5. Apr. 1925  | Bergedorf               | SV Polizei Hamburg (Willi Dreckmann, Sandfuchs, Karl Tesmer)                              | 10,0   | Wettbewerb nicht ausgetragen                                                       | Wettbewerb nicht ausgetragen |
| 6. Apr. 1924  | Fürstenwalde/ Spree     | SV Polizei Hamburg (Willi Dreckmann, Ahrens, Springer)                                    | 10,0   | Wettbewerb nicht ausgetragen                                                       | Wettbewerb nicht ausgetragen |
| 8. Apr. 1923  | Breslau                 | Polizei SV Berlin (Paul Kibbert, Wilhelm Tumoszeit, Heinrich Brauch)                      | 10,0   | Wettbewerb nicht ausgetragen                                                       | Wettbewerb nicht ausgetragen |
| 2. Apr. 1922  | Dresden                 | Polizei SV Berlin (Paul Kibbert, Heinrich Brauch, Wilhelm Tumoszeit)                      | 10,0   | Wettbewerb nicht ausgetragen                                                       | Wettbewerb nicht ausgetragen |
| 28. März 1921 | München                 | Berliner AK 07 (Gregor Vietz, Martin Ruppert, Zielinski)                                  | 10,0   | Wettbewerb nicht ausgetragen                                                       | Wettbewerb nicht ausgetragen |
| 18. Apr. 1920 | Berlin                  | Berliner TSV 1850 (Fritz Blankenburg, Paul Zimmer, Gregor Vietz)                          | 10,0   | Wettbewerb nicht ausgetragen                                                       | Wettbewerb nicht ausgetragen |
| 19. Okt. 1919 | Berlin                  | SCC Berlin (Ottomar Krupski, Rudolf Voß, Erich Michael)                                   | 07,5   | Wettbewerb nicht ausgetragen                                                       | Wettbewerb nicht ausgetragen |
| 5. Okt. 1913  | Berlin                  | Berliner SpVg (Fritz Blankenburg, Jander, Schneider, W. Blankenburg, Faust, F. Liebscher) | 07,5   | Wettbewerb nicht ausgetragen                                                       | Wettbewerb nicht ausgetragen |

## Mannschaften: Deutsche Meisterschaften Frauen (DLV)
| Datum         | Ort                     | Langstrecke                                                                                    | km                           | Mittelstrecke                                                                                          | km                           |
| ------------- | ----------------------- | ---------------------------------------------------------------------------------------------- | ---------------------------- | --- | ---------------------------- |
| 25. Nov. 2023 | Hörstel-Riesenbeck      | LAV Stadtwerke Tübingen (Hanna Klein, Eva Dieterich, Lisa Merkel)                              | 7,00                         | Wettbewerb nicht ausgetragen                                                                           | Wettbewerb nicht ausgetragen |
| 25. Nov. 2023 | Perl                    | LG Region Karlsruhe (Lisa Merkel, Amélie Svensson, Céline Kaiser)                              | 6,80                         | Wettbewerb nicht ausgetragen                                                                           | Wettbewerb nicht ausgetragen |
| 26. Nov. 2022 | Löningen                | LG Telis Finanz Regensburg (Miriam Dattke, Emma Heckel. Kerstin Liebl)                         | 6,35                         | Wettbewerb nicht ausgetragen                                                                           | Wettbewerb nicht ausgetragen |
| 18. Dez. 2021 | Sonsbeck                | LC Rehlingen (Sara Benfares, Selma Benfares, Miriam Marx)                                      | 6,1                          | Wettbewerb nicht ausgetragen                                                                           | Wettbewerb nicht ausgetragen |
| 7. März 2020  | Sindelfingen            | LG Nord Berlin (Deborah Schöneborn, Rabea Schöneborn, Luisa Boschan)                           | 5,5                          | Wettbewerb nicht ausgetragen                                                                           | Wettbewerb nicht ausgetragen |
| 9. März 2019  | Ingolstadt              | LG Nord Berlin (Caterina Granz, Deborah Schöneborn, Rabea Schöneborn)                          | 5,1                          | Wettbewerb nicht ausgetragen                                                                           | Wettbewerb nicht ausgetragen |
| 10. März 2018 | Ohrdruf                 | LG Nord Berlin (Caterina Granz, Deborah Schöneborn, Carmen Schultze-Berndt)                    | 5,2                          | Wettbewerb nicht ausgetragen                                                                           | Wettbewerb nicht ausgetragen |
| 11. März 2017 | Löningen                | Lauf Team Haspa Marathon Hamburg (Sabrina Mockenhaupt, Jana Sussmann, Tabea Themann)           | 5,84                         | Wettbewerb nicht ausgetragen                                                                           | Wettbewerb nicht ausgetragen |
| 5. März 2016  | Herten                  | LG Telis Finanz Regensburg (Franziska Reng, Maren Kock, Luisa Boschan)                         | 5,9                          | Wettbewerb nicht ausgetragen                                                                           | Wettbewerb nicht ausgetragen |
| 7. März 2015  | Markt Indersdorf        | LG Telis Finanz Regensburg (Corinna Harrer, Anja Schneider, Franziska Reng)                    | 6,0                          | Wettbewerb nicht ausgetragen                                                                           | Wettbewerb nicht ausgetragen |
| 8. März 2014  | Löningen                | LG Telis Finanz Regensburg (Maren Kock, Steffi Volke, Anna-Katharina Plinke)                   | 6,18                         | Wettbewerb nicht ausgetragen                                                                           | Wettbewerb nicht ausgetragen |
| 9. März 2013  | Dornstetten             | LG Telis Finanz Regensburg (Corinna Harrer, Christiane Danner, Carolin Aehling)                | 6,2                          | Wettbewerb nicht ausgetragen                                                                           | Wettbewerb nicht ausgetragen |
| 10. März 2012 | Ohrdruf                 | LG Telis Finanz Regensburg (Corinna Harrer, Christiane Danner, Maren Kock)                     | 5,2                          | Wettbewerb nicht ausgetragen                                                                           | Wettbewerb nicht ausgetragen |
| 5. März 2011  | Löningen                | LG Telis Finanz Regensburg (Corinna Harrer, Christiane Danner, Susi Lutz)                      | 6,8                          | Wettbewerb nicht ausgetragen                                                                           | Wettbewerb nicht ausgetragen |
| 6. März 2010  | Stockach                | PSV Grün-Weiß Kassel (Anna Hahner, Simret Restle, Lisa Hahner)                                 | 6,8                          | Wettbewerb nicht ausgetragen                                                                           | Wettbewerb nicht ausgetragen |
| 14. März 2009 | Ingolstadt              | TSG 08 Roth (Brigitte Rupp, Monika Dinkelmeyer, Rita Schober)                                  | 5,1                          | Wettbewerb nicht ausgetragen                                                                           | Wettbewerb nicht ausgetragen |
| 8. März 2008  | Ohrdruf                 | 1. LAV Rostock (Ulrike Maisch, Christiane Pilz, Katharina Splinter)                            | 4,9                          | Wettbewerb nicht ausgetragen                                                                           | Wettbewerb nicht ausgetragen |
| 10. März 2007 | Ohrdruf                 | LG Domspitzmilch Regensburg (Susi Lutz, Constance Türk, Monika Hirt)                           | 5,3                          | Wettbewerb nicht ausgetragen                                                                           | Wettbewerb nicht ausgetragen |
| 11. März 2006 | Regensburg              | LG Domspitzmilch Regensburg (Ellen Clemens, Andrea Stengel, Michaela Schedler)                 | 4,7                          | Wettbewerb nicht ausgetragen                                                                           | Wettbewerb nicht ausgetragen |
| 26. Nov. 2005 | Darmstadt               | LG Domspitzmilch Regensburg (Ellen Clemens, Andrea Stengel, Katharina Kaufmann)                | 5,3                          | Wettbewerb nicht ausgetragen                                                                           | Wettbewerb nicht ausgetragen |
| 27. Nov. 2004 | Bremen                  | LG Braunschweig (Luminita Zaituc, Susanne Ritter, Birte Bultmann)                              | 5,7                          | Wettbewerb nicht ausgetragen                                                                           | Wettbewerb nicht ausgetragen |
| 8. März 2003  | Bad Dürrheim            | LG Braunschweig (Susanne Ritter, Victoria Willcox-Heidner, Birte Bultmann)                     | 5,7                          | Wettbewerb nicht ausgetragen                                                                           | Wettbewerb nicht ausgetragen |
| 9. März 2002  | Regensburg              | LG Braunschweig (Luminita Zaituc, Birte Bultmann, Victoria Willcox-Heidner)                    | 5,3                          | Wettbewerb nicht ausgetragen                                                                           | Wettbewerb nicht ausgetragen |
| 3. März 2001  | Regensburg              | ASC Rosellen/Neuss (Stefanie Buss, Ute Jenke, Bettina Schmidt)                                 | 6,7                          | LG Braunschweig (Luminita Zaituc, Birte Bultmann, Victoria Willcox-Heidner)                            | 3,9                          |
| 2. Dez. 2000  | Wetter (Ruhr)           | TSV Bayer 04 Leverkusen (Sonja Oberem, Sylvia Nußbeck, Jeannine Hagedorn)                      | 07,2                         | LG Braunschweig (Luminita Zaituc, Victoria Willcox, Birte Bultmann)                                    | 3,8                          |
| 27. Nov. 1999 | Viersen- Süchteln       | TSV Bayer 04 Leverkusen (Sonja Oberem – geb. Krolik, Melanie Kraus, Sylvia Nußbeck)            | 07,6                         | LG Domspitzmilch Regensburg (Dr. Ellen Schöner, Sophie Berkmiller, Katharina Kaufmann)                 | 3,5                          |
| 29. Nov. 1998 | Heringsdorf             | SSV Ulm (Olga Bondarenko, Dr. Ellen Schöner, Daniela Dressel)                                  | 6,0                          | ASV Köln (Andrea Karhoff, Christiane Soeder, Astrid Osterburg)                                         | 3,5                          |
| 1. März 1997  | Gotha                   | TSV Bayer 04 Leverkusen (Claudia Dreher, Melanie Kraus, Sonja Krolik)                          | 6,5                          | LAC Quelle Fürth/München (Kathrin Wolf, Claudia Lenz, Karen Hartmann)                                  | 3,3                          |
| 30. Nov. 1996 | Hamburg                 | LAC Qu. Fürth/Münch. (Kathrin Wolf, Johanna Baumgartner, Andrea Fleischer)                     | 5,3                          | LAC Quelle Fürth/München (Kathrin Wolf, Andrea Fleischer, Claudia Lenz)                                | 3,5                          |
| 4. März 1995  | Wetter (Ruhr)           | LG Olympia Dortmund (Claudia Lokar, geb. Borgschulze, Claudia Dreher, Antje Pohlmann)          | 07,2                         | LAC Quelle Fürth/München (Kathrin Wolf, Kristina da Fonseca-Wollheim, Claudia Lenz)                    | 3,8                          |
| 5. März 1994  | Burghaslach             | LG Olympia Dortmund (Claudia Lokar, geb. Borgschulze, Claudia Dreher, Antje Pohlmann)          | 07,3                         | LG Braunschweig (Doris Grossert, Martina Lehmann, Katrin Bröger)                                       | 3,8                          |
| 6. März 1993  | Rhede                   | LG Olympia Dortmund (Claudia Dreher, Claudia Lokar – geb. Borgschulze, Antje Pohlmann)         | 07,6                         | LAC Quelle Fürth/München (Katrin Wolf, Ute Haak, Vera Michallek – geb. Steiert)                        | 2,8                          |
| 7. März 1992  | Iffezheim               | LG Olympia Dortmund (Claudia Borgschulze, Christina Mai, Gabriele Wolf)                        | 6,3                          | LG Bayer 04 Leverkusen (Annette Hüls, Theophil, Katrin Steinmetz)                                      | 2,1                          |
| 2. März 1991  | Bad Harzburg            | LG Olympia Dortmund (Christina Mai, Claudia Borgschulze, Jutta Karsch)                         | 6,8                          | LG Wedel Pinneberg (Meike Wirdemann, Astrid Bartels, Nicole Theophil)                                  | 2,0                          |
| 10. März 1990 | Rheinzabern             | ASV Köln (Tanja Kalinowski, Katrin Steinmetz, Annabel Holtkamp)                                | 6,8                          | LG Göttingen (Christiane Finke, Anja Winkelmann, Almut Potschka)                                       | 2,0                          |
| 4. März 1989  | Vinsebeck               | LG Olym. Dortmd. (Christina Mai, Jutta Karsch, Gabriela Wolf)                                  | 6,6                          | LG Göttingen (Sabine Nolte, Christiane Finke, Almut Potschka)                                          | 2,2                          |
| 12. März 1988 | Waiblingen              | LAV co op Dortmund (Jutta Hellmich, Gabriela Wolf, Christina Mai)                              | 6,8                          | LG Frankfurt (Heidrun Vetter, Vera Michallek – geb. Steiert, Gabriele Huber)                           | 2,7                          |
| 28. Feb. 1987 | Bad Harzburg            | LAV co op Dortmund (Christina Mai, Gabriela Wolf, Bernadette Hudy)                             | 6,0                          | LG Bayer 04 Leverkusen (Sabine Weiß, Ines Deselaers, Vera Kemper)                                      | 2,2                          |
| 1. März 1986  | Lauterbach              | LAV co op Dortmund (Christina Mai, Bernadette Hudy, Gabriela Wolf)                             | 6,3                          | LG Bayer 04 Leverkusen (Sabine Weiß, Vera Kemper, Ines Deselaers)                                      | 2,3                          |
| 23. Feb. 1985 | Rhede                   | LAV coop Dortmund (Christina Mai, Gabriela Wolf, Matzerath)                                    | 07,8                         | LG Bayer 04 Leverkusen (Ines Deselaers, Vera Kemper, Marion Rentsch)                                   | 2,8                          |
| 25. Feb. 1984 | Waiblingen              | LAC Quelle Fürth (Monika Schäfer, Helma Lindner, Christa Dotzler)                              | 6,8                          | LG Bayer 04 Leverkusen (Vera Kemper, Fleschen, Sabine Weiß)                                            | 2,7                          |
| 26. Feb. 1983 | Ahlen                   | LG Jägermeister Bonn-Troisdorf (Monika Lövenich – geb. Greschner, Petra Niklas, Ursula Köther) | 6,4                          | LAV Bayer Uerdingen/Dormagen (Sabine Schnuch, Martina Krott, H. Braun)                                 | 2,7                          |
| 27. Feb. 1982 | Neuss                   | ASC Darmstadt (Charlotte Teske – geb. Bernhard, Barbara Will, Barbara Rehmet)                  | 6,5                          | ASV Köln (Brigitte Kraus, Vera Michallek – geb. Steiert, Birgit Petersen)                              | 2,3                          |
| 28. Feb. 1981 | Berlin                  | ASC Darmstadt (Charlotte Teske – geb. Bernhard, Barbara Will, Döge)                            | 6,3                          | ASV Köln (Brigitte Kraus, Vera Steiert, Sabine Weiß)                                                   | 4,6                          |
| 23. Feb. 1980 | Mainz                   | ASC Darmstadt (Charlotte Teske – geb. Bernhard, Barbara Will, Döge)                            | 6,005                        | ASV Köln (Elisabeth Schacht, Sabine Weiß, Ursula Köther)                                               | 3,66                         |
| 3. März 1979  | Baunatal                | LG Jägermeister Bonn-Troisdorf (Heide Brenner, Päivi Roppo / Finnland, Ulrike Heinz)           | 6,005                        | ASV Köln (Brigitte Kraus, Monika Greschner, Sabine Weiß)                                               | 3,66                         |
| 4. März 1978  | Goldbach (Unterfranken) | LG Jägermeister Bonn-Troisdorf (Heide Brenner, Päivi Roppo / Finnland, Ulrike Heinz)           | 5,2                          | ASV Köln (Monika Greschner, Brigitte Kraus, Sabine Weiß)                                               | 3,0                          |
| 5. März 1977  | Neumünster              | ASC Darmstadt (Charlotte Teske – geb. Bernhard, Barbara Will, Döge)                            | 5,8                          | TK Hannover (Sabine Greiner, Gabriele Klinger, Gerding)                                                | 3,0                          |
| 14. Apr. 1976 | Wetter                  | LG Jägermeister Bonn-Troisdorf (Heide Brenner, Elisabeth Schüler, Ulrike Heinz)                | 4,35                         | Bielefelder TG (Mathilde Heuing, Gerlinde Püttmann, Czechanowski)                                      | 2,56                         |
| 1. März 1975  | Berlin                  | Barmer TV (Christa Vahlensieck – geb. Kofferschläger, Eva Oppermann, Ingrid Unger)             | 4,58                         | Bielefelder TG (Mathilde Heuing, Silvia Kayser, Gerlinde Püttmann)                                     | 1,94                         |
| 2. März 1974  | Leimsfeld               | Barmer TV (Christa Kofferschläger, Eva Oppermann, Ingrid Unger)                                | 4,37                         | ASV Köln (Christel Frese, Gertrud Theißen, Rita Windbrake)                                             | 2,24                         |
| 31. März 1973 | Marktredwitz            | TuS 04 Leverkusen (Ellen Tittel, Erika Weinstein – geb. Götz, Diehl)                           | 4,4                          | TuS 04 Leverkusen (Ellen Tittel, Gisela Ellenberger, Erika Weinstein – geb. Götz)                      | 1,5                          |
| 8. Apr. 1972  | Hamburg                 | Barmer TV (Christa Kofferschläger, Manuela Preuß, Doris Schewe)                                | 3,8                          | TuS 04 Leverkusen (Ellen Tittel, Angelika Bittrich, Erika Weinstein – geb. Götz)                       | 1,5                          |
| 19. Apr. 1971 | Pfungstadt              | Barmer TV (Manuela Preuß, Christa Kofferschläger)                                              | 1,5                          | ASV Köln (Christel Frese, Gertrud Theißen, Rita Windbrake)                                             | 3,4                          |
| 19. Apr. 1970 | Dülmen                  | LG Olympia Wuppertal (Manuela Preuß, Christa Kofferschläger, Sigrun Schumacher)                | 2,5                          | ASV Köln (Christa Merten, geb. Basche, Christel Frese, Gertrud Theißen)                                | 1,5                          |
| 26. Apr. 1969 | Plattling               | Wettbewerb nicht ausgetragen                                                                   | Wettbewerb nicht ausgetragen | Post-SG Mannheim (Anita Rottmüller – geb. Wörner, Rosemarie Fuhrmann, Sigrid Rosenberger)              | 1,4                          |
| 21. Apr. 1968 | Karlsruhe               | Wettbewerb nicht ausgetragen                                                                   | Wettbewerb nicht ausgetragen | Düsseldorfer SC 99 (Christa Kofferschläger, Manuela Preuß, Schumacher)                                 | 1,4                          |
| 16. Apr. 1967 | Weierbach               | Wettbewerb nicht ausgetragen                                                                   | Wettbewerb nicht ausgetragen | LG Alstertal-Garstedt (Karin Kessler – geb. Rettmeyer, Antje Gleichfeld – geb. Braasch, Irmtraut Heer) | 1,1                          |
| 17. Apr. 1966 | Elmshorn                | Wettbewerb nicht ausgetragen                                                                   | Wettbewerb nicht ausgetragen | VfL Wolfsburg (Christa Luczak, Christa Basche, Liane Winter)                                           | 1,2                          |
| 25. Apr. 1965 | Köngen                  | Wettbewerb nicht ausgetragen                                                                   | Wettbewerb nicht ausgetragen | VfL Wolfsburg (Christa Luczak, Christa Basche, Liane Winter)                                           | 1,1                          |
| 19. Apr. 1964 | Aßlar                   | Wettbewerb nicht ausgetragen                                                                   | Wettbewerb nicht ausgetragen | VfL Wolfsburg (Christa Luczak, Liane Winter, Schnieber)                                                | 1,3                          |
| 21. Apr. 1963 | Rengsdorf               | Wettbewerb nicht ausgetragen                                                                   | Wettbewerb nicht ausgetragen | VfL Wolfsburg (Rosemarie Heidel, Liane Winter, Schnieber)                                              | 1,2                          |
| 15. Apr. 1962 | Saarbrücken             | Wettbewerb nicht ausgetragen                                                                   | Wettbewerb nicht ausgetragen | THW Kiel (Barbara Decker, M. Scheuer, D. Scheuer)                                                      | 1,2                          |
| 23. Apr. 1961 | Berlin- Zehlendorf      | Wettbewerb nicht ausgetragen                                                                   | Wettbewerb nicht ausgetragen | THW Kiel (Barbara Decker, D. Scheuer, M. Scheuer)                                                      | 1,2                          |
| 17. Apr. 1960 | Dülmen                  | Wettbewerb nicht ausgetragen                                                                   | Wettbewerb nicht ausgetragen | OSC Waldniel (Josefine Bongartz, Maria Inderfurth, Anni Erdkamp)                                       | 1,4                          |
| 19. Apr. 1959 | Lüneburg                | Wettbewerb nicht ausgetragen                                                                   | Wettbewerb nicht ausgetragen | ASV Köln (Edith Schiller, Ursula Bleckmann, Brigitte Stötzel)                                          | 1,0                          |
| 20. Apr. 1958 | Ingolstadt              | Wettbewerb nicht ausgetragen                                                                   | Wettbewerb nicht ausgetragen | ASV Köln (Edith Schiller, Brigitte Stötzel, Berti Begasse)                                             | 1,0                          |
| 21. Apr. 1957 | Erpel                   | Wettbewerb nicht ausgetragen                                                                   | Wettbewerb nicht ausgetragen | OSC Berlin (Mann, Wolf, Tietz)                                                                         | 1,0                          |

## Ergebnislisten
- 2021: Deutsche Cross Meisterschaften 2021 in Sonsbeck, Ergebnisübersichten, abgerufen am 20. November 2022
- 2020: Deutsche Cross Meisterschaften 2020 in Sindelfingen, Ergebnisübersichten, abgerufen am 20. Dezember 2021
- 2019: Ergebnislisten (PDF) auf DLV-leichtathletik.de
- 2018: Ergebnislisten (PDF) auf DLV-leichtathletik.de
- 2017: Ergebnislisten (PDF) auf DLV-leichtathletik.de
- 2016: Ergebnislisten auf leichtathletik.de
- 2015: Ergebnisliste auf leichtathletik.de
- 2014: Ergebnislisten auf leichtathletik.de
- 2013: Ergebnislisten auf leichtathletik.de
- 2012: Ergebnisliste auf leichtathletik.de
- 2011: Ergebnislisten auf leichtathletik.de
- 2010: Ergebnislisten auf leichtathletik.de
- 2009: Ergebnisliste auf leichtathletik.de
- 2008: Ergebnisliste auf DLV-leichtathletik.de
- 2007: Ergebnisliste leichtathletik.de
- 2006: Ergebnisliste auf leichtathletik.de
- 2005: Ergebnislisten auf leichtathletik.de
- 2004: Ergebnisliste leichtathletik.de
- 2003: Ergebnislisten auf leichtathletik.de
- 2002: Ergebnislisten auf lg-telis-finanz.de
- 2001: Ergebnislisten auf lg-telis-finanz.de
- 2000: Ergebnislisten auf gerhardvogt.com